# Rumoi
Rumoi (jap. 留萌市, Rumoi-shi) – miasto w Japonii, w prefekturze Hokkaido, w podprefekturze Rumoi. Miasto ma powierzchnię 297,84 km². W 2020 r. mieszkało w nim 20 114 osób, w 9 784 gospodarstwach domowych  (w 2010 r. 24 457 osób, w 11 016 gospodarstwach domowych) .
W 1947 r. Rumoi-chō zostało przemianowane na Rumoi-shi.